# Tangarará
Tangarará, cuyo nombre oficial es San Miguel de Tangarará, es un pueblo peruano ubicado en el distrito de Marcavelica, perteneciente a la provincia de Sullana del departamento de Piura, al norte del Perú. Se encuentra a una altitud de  38 m s. n. m..
La villa de Tangarará fue declarado monumento histórico del Perú el 3 de junio de 1982 mediante el R.M.N° 475-82-ED. La villa San Miguel de Tangarará también fue declarada Distrito Histórico de la Región Piura y, recientemente, ha sido reconocida como una de las "Ocho Maravillas Turísticas de la Región".

## Historia
Tangarará fue fundada por los españoles el 15 de julio de 1532, con el nombre de San Miguel.
Actualmente se conoce como: San Miguel de Tangarará. Y se ubica en la provincia de Sullana, región Piura.
El nombre Tangarará, tiene su origen en el Curaca Tangar Arac (que quiere decir, "pantano pluvial con peces"), quien gobernaba el pueblo durante la llegada de los conquistadores españoles.

## Demografía

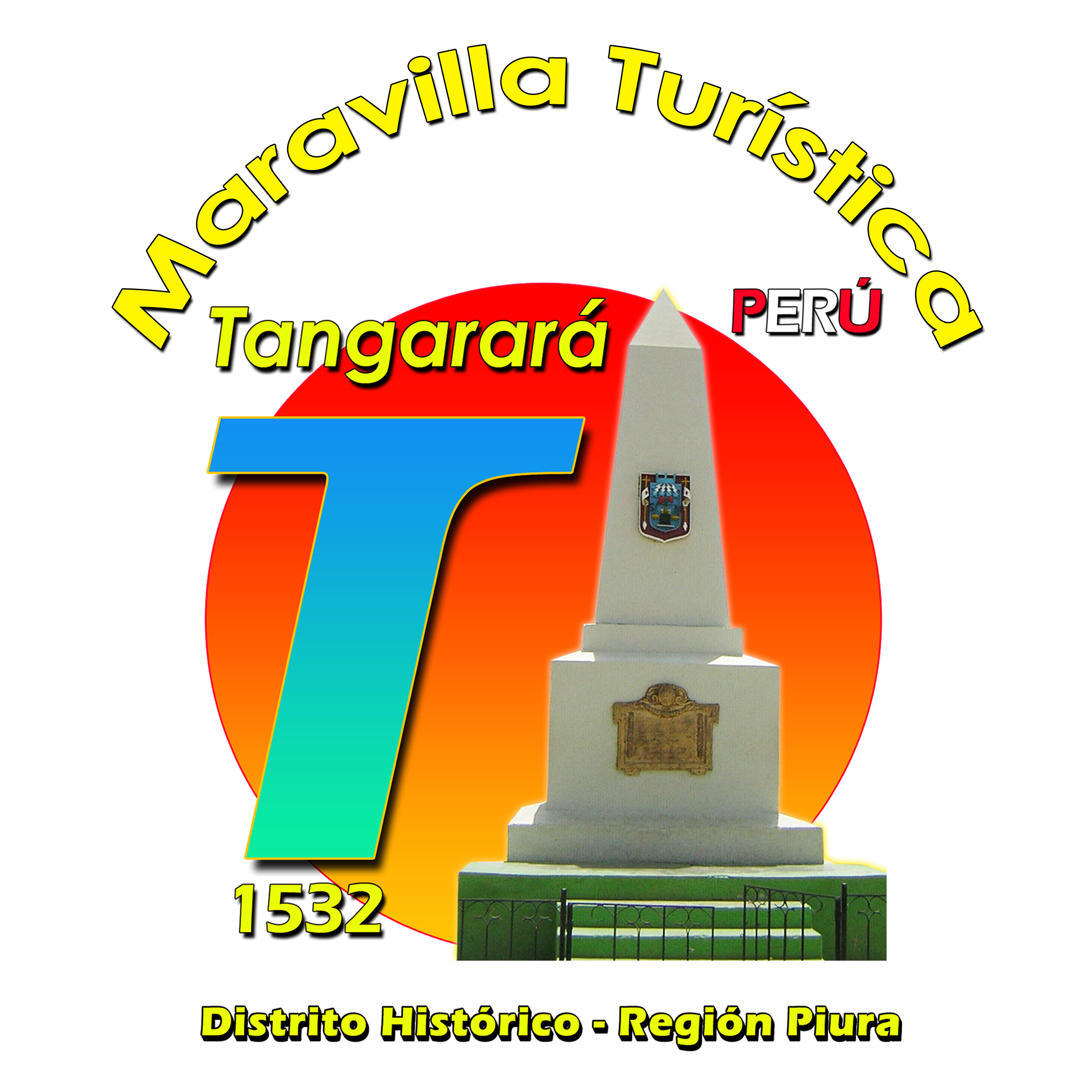
[http://tangarara.webs.com Distrito Histórico de la Región

En 2017 Tangarará tenía una población de 1337 habitantes y 467 viviendas.
| Gráfica de evolución demográfica de Tangarará entre 1940 y 2017 |
|                                                                 |
| Fuentes: Población 1940, 1993 y 2017                            |

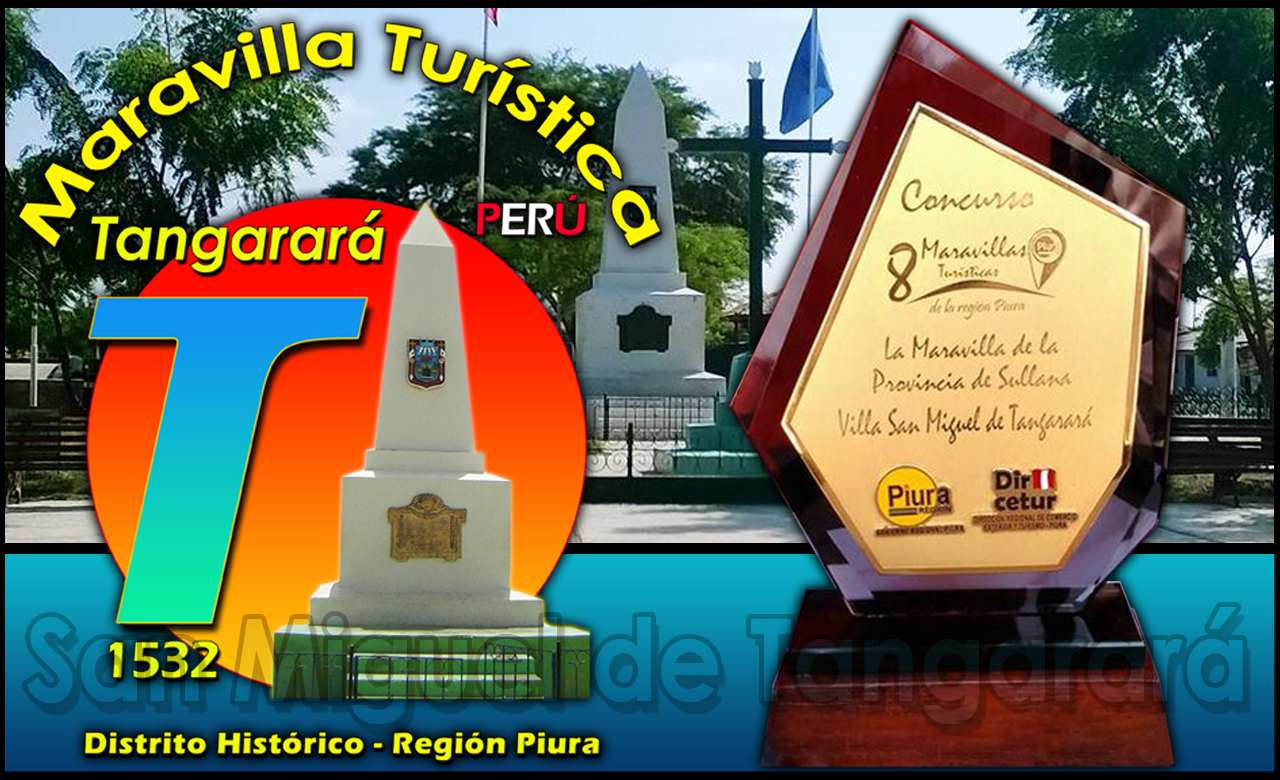
[http://tangarara.webs.com Maravilla Turística de la Región

## Clima
| Parámetros climáticos promedio de Tangarará | Parámetros climáticos promedio de Tangarará | Parámetros climáticos promedio de Tangarará | Parámetros climáticos promedio de Tangarará | Parámetros climáticos promedio de Tangarará | Parámetros climáticos promedio de Tangarará | Parámetros climáticos promedio de Tangarará | Parámetros climáticos promedio de Tangarará | Parámetros climáticos promedio de Tangarará | Parámetros climáticos promedio de Tangarará | Parámetros climáticos promedio de Tangarará | Parámetros climáticos promedio de Tangarará | Parámetros climáticos promedio de Tangarará | Parámetros climáticos promedio de Tangarará |
| Mes                                         | Ene.                                        | Feb.                                        | Mar.                                        | Abr.                                        | May.                                        | Jun.                                        | Jul.                                        | Ago.                                        | Sep.                                        | Oct.                                        | Nov.                                        | Dic.                                        | Anual                                       |
| ------------------------------------------- | ------------------------------------------- | ------------------------------------------- | ------------------------------------------- | ------------------------------------------- | ------------------------------------------- | ------------------------------------------- | ------------------------------------------- | ------------------------------------------- | ------------------------------------------- | ------------------------------------------- | ------------------------------------------- | ------------------------------------------- | ------------------------------------------- |
| Fuente: Accuweather                         |                                             |                                             |                                             |                                             |                                             |                                             |                                             |                                             |                                             |                                             |                                             |                                             |                                             |